# Sarning (Gemeinden Garsten, Steyr)
Sarning ist eine Katastralgemeinde von Steyr in Oberösterreich.
Ein Teil des Ortes befindet sich in der südlich anschließenden Marktgemeinde Garsten und bildet dort eine Ortschaft.

## Siedlungsentwicklung
Zum Jahreswechsel 1979/1980 befanden sich in der Katastralgemeinde Sarning insgesamt 212 Bauflächen mit 72.420 m² und 312 Gärten auf 204.632 m², 1989/1990 gab es 271 Bauflächen. 1999/2000 war die Zahl der Bauflächen auf 604 angewachsen und 2009/2010 bestanden 407 Gebäude auf 830 Bauflächen.

## Geschichte
Laut Adressbuch von Österreich waren im Jahr 1938 in Sarning ein Arzt, zwei Bäcker, ein Elektriker, drei Fleischer, ein Friseur, ein Gärtner, ein Gastwirt, drei Gemischtwarenhändler, ein Geschirrhändler, eine Lebzelterin und Wachszieherin, ein Maurermeister, zwei Rohproduktehändler, ein Sattler, zwei Schneiderinnen, zwei Schuster, ein Tapezierer und ein Tischler ansässig.

## Bodennutzung
Die Katastralgemeinde ist landwirtschaftlich geprägt. 9 Hektar wurden zum Jahreswechsel 1979/1980 landwirtschaftlich genutzt und 2 Hektar waren forstwirtschaftlich geführte Waldflächen. 1999/2000 wurde auf 8 Hektar Landwirtschaft betrieben und 2 Hektar waren als forstwirtschaftlich genutzte Flächen ausgewiesen. Ende 2018 waren 3 Hektar als landwirtschaftliche Flächen genutzt und Forstwirtschaft wurde auf 2 Hektar betrieben. Die durchschnittliche Bodenklimazahl von Sarning beträgt 46,7 (Stand 2010).